# TESS object of interest
TESS object of interest（TOI）とは、TESSによるトランジット法を用いた観測によって周囲に太陽系外惑星が存在する可能性が示された恒星に与えられる天体カタログである。TOIが与えられた恒星はフォローアップ観測の対象となる。

## 命名規則
TESSによって惑星候補が検出された場合、その惑星候補は「TOI-NNNN.NN」といった命名規則に従い、前半の整数部分は主星となる恒星を示し、後半の2桁の小数部分は惑星候補を示す。最初に観測された惑星候補は「.01」となり、2番目は「.02」、3番目は「.03」のように続く。例えば恒星TOI-700に惑星候補が観測された場合、惑星候補は順に「TOI-700.01」「TOI-700.02」「TOI-700.03」という名称が与えられた。なお、Kepler object of interest（KOI）の場合はKOI-1から順に与えられているが、TOIの整数部分には1~100の番号は与えられず、最初のTOIはTOI-101となっている。惑星の存在が確認されれば、太陽系外惑星の命名規則に従って正式な名称が与えられる。例えばTOI-700の3つの惑星候補は2020年に確認され、内側から順にTOI-700 b、TOI-700 c、TOI-700 dと指定された。

## 惑星候補の数・現況
TOIが最初に公表されたのは2018年9月5日であり、2022年現在もTESSの観測は続いているためTOIは定期的に追加され続けている。リストでは、赤経や赤緯、公転周期、惑星候補の半径、温度、距離、及び恒星のデータも記載されている。2021年3月、TESSの最初の2年間のミッションで2241個の惑星候補を発見したと公表した。TOI惑星候補の数は2020年末まででは約2400であったが、2021年12月には5000個を突破しており、この1年で2倍以上に増加した。これらの惑星候補の中には、以前まであまり知られていなかった詳細なフォローアップ観測に適しているとされる地球に比較的近い場所に位置する恒星の周囲の小さな惑星候補も含まれている。
リストでは、TESS Follow-up Observing Program Working Group（TFOPWG）によって各惑星候補の現況が示されている。それらが判断されていない惑星候補も存在するため、惑星候補の総数と各現況のものを足した数は一致しない。2025年5月13日の時点では、TOIの総数は7643個、番号はTOI-7455まで与えられており、そのうち648個が確認済みである。
| 現況                 | 惑星候補数 |
| -------------------- | ---------- |
| 確認済みの惑星（CP)  | 648        |
| 惑星候補（PC)        | 4738       |
| 曖昧な惑星候補（APC) | 448        |
| 既知の惑星（KP）     | 551        |
| 誤検出（FP）         | 1159       |
| 誤検出の可能性（FA） | 97         |
| 総数                 | 7643       |

## フォローアップ観測
TOIのフォローアップ観測はトランジット法やドップラー分光法を含んだ様々な方法・施設を用いて行われる。フォローアップ観測を行っている主な施設としては次世代トランジットサーベイ（NGTS）、CHEOPS、ESPRESSOなどがある。

### 追加の惑星の発見
フォローアップ観測によって元々のTESSによる観測では識別されなかった追加の惑星が発見される場合がある。
ドップラー分光法を用いたフォローアップ観測でトランジットを起こさない追加の惑星が検出されることがある。TESSはトランジット法を使用するため、トランジットを起こさない惑星の検出は不可能である。TOI-130では、ドップラー分光法を用いたESPRESSOによるフォローアップ観測によってTESSによって発見されたTOI-130 b（TOI-130.01）に加えてトランジットを起こさない追加の惑星TOI-130 cが発見された。

### 惑星数の変更
フォローアップ観測を経て惑星候補が確認するまでに、その確認された惑星と元々のTOI惑星候補の数や公転周期等が異なる場合がある。
元々は1つの惑星候補とされていたものが複数の惑星に対応することが判明した例としてはTOI-178の惑星がある。TOI-178の場合、元々はTOI-178.01・TOI-178.02・TOI-178.03の3つの惑星候補が存在する可能性が示されていた。フォローアップ観測によってd・eの内側を公転するTOI-178 bやTOI-178 cが新たに発見され、TOIのうちTOI-178.01・TOI-178.03はそれぞれTOI-178 d・TOI-178 eと指定された。TOI-178.02のトランジットは最初は同じ惑星によって発生するものと考えられていたが、後にTOI-178 fやTOI-178 gによって発生したものとして確認された。
逆にTOI-712では複数の惑星候補のトランジットとされていたものが1つの惑星に対応すると判明した例である。TOI-712では、惑星候補TOI-712.02とTOI-712.03の公転周期がそれぞれ約51日と約53日であり、このような軌道は安定しないとされていた。公転周期が約679日のTOI-712.04も指定されていた。その後のフォローアップ観測により、TOI-712.01とTOI-712.02はそれぞれTOI-712 bとTOI-712 cとして確認され、TOI-712.03とTOI-712.04は公転周期が約85日の1つの惑星TOI-712 dに対応することが判明した。

## 確認されたTOIの一覧
TOIでは、惑星ではなく褐色矮星が発見されることがある。候補が褐色矮星として確認されたTOIの例としてTOI-569やTOI-1406等がある。